# Juan Lombardo
Juan José Lombardo, né le 19 mars 1927 à Salto dans la province de Buenos Aires et mort le 26 novembre 2019, est un ancien Vice-amiral de l'Argentine. Il était le commandant en chef du TOAS (en espagnol "Teatro de Operaciones del Atlántico Sur" et en français "Théâtre des Opérations Atlantique Sud") au cours de la Guerre des Malouines en 1982. Il a également été l'organisateur de l'Opération Rosario, l'invasion argentine des Malouines. Depuis 2010, il est sous résidence surveillée et en attente de jugement pour crime contre l'humanité commis en Argentine pendant la période de 1976 à 1980.